# Казаклар-Кубово
Казаклар-Кубово (баш. Ҡаҙакпар-Ҡобау) — село в Буздякском районе Республики Башкортостан Российской Федерации. Входит в состав Капей-Кубовского сельсовета.

## География

### Географическое положение
Расстояние до:
- районного центра (Буздяк): 22 км,
- центра сельсовета (Копей-Кубово): 12 км,
- ближайшей ж/д станции (Буздяк): 20 км.

## Население
| 2002 | 2009 | 2010 |
| ---- | ---- | ---- |
| 217  | ↗241 | ↘240 |

Согласно переписи 2002 года, преобладающая национальность — башкиры (79 %).